# Tronchetto

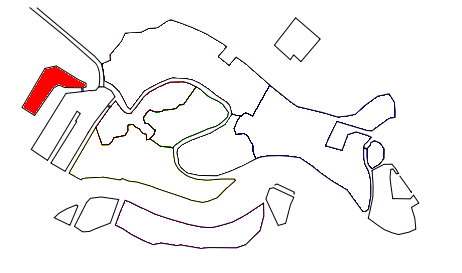
Poziţia insulei Tronchetto în Veneţia

Tronchetto (cunoscut și ca Isola nuova, adică "Insula nouă") este o insulă artificială în Laguna Venețiană din nordul Italiei, situată în punctul cel mai vestic al insulei Veneția.
Insula a fost construită în anii 1960, iar acum este folosită ca parc auto pentru turiștii care nu-și pot aduce vehiculele în oraș. People Mover di Venezia conectează Tronchetto cu Piazzale Roma, principala stație de autobuz din Veneția, care se află la marginea centrului orașului.

## Imagini

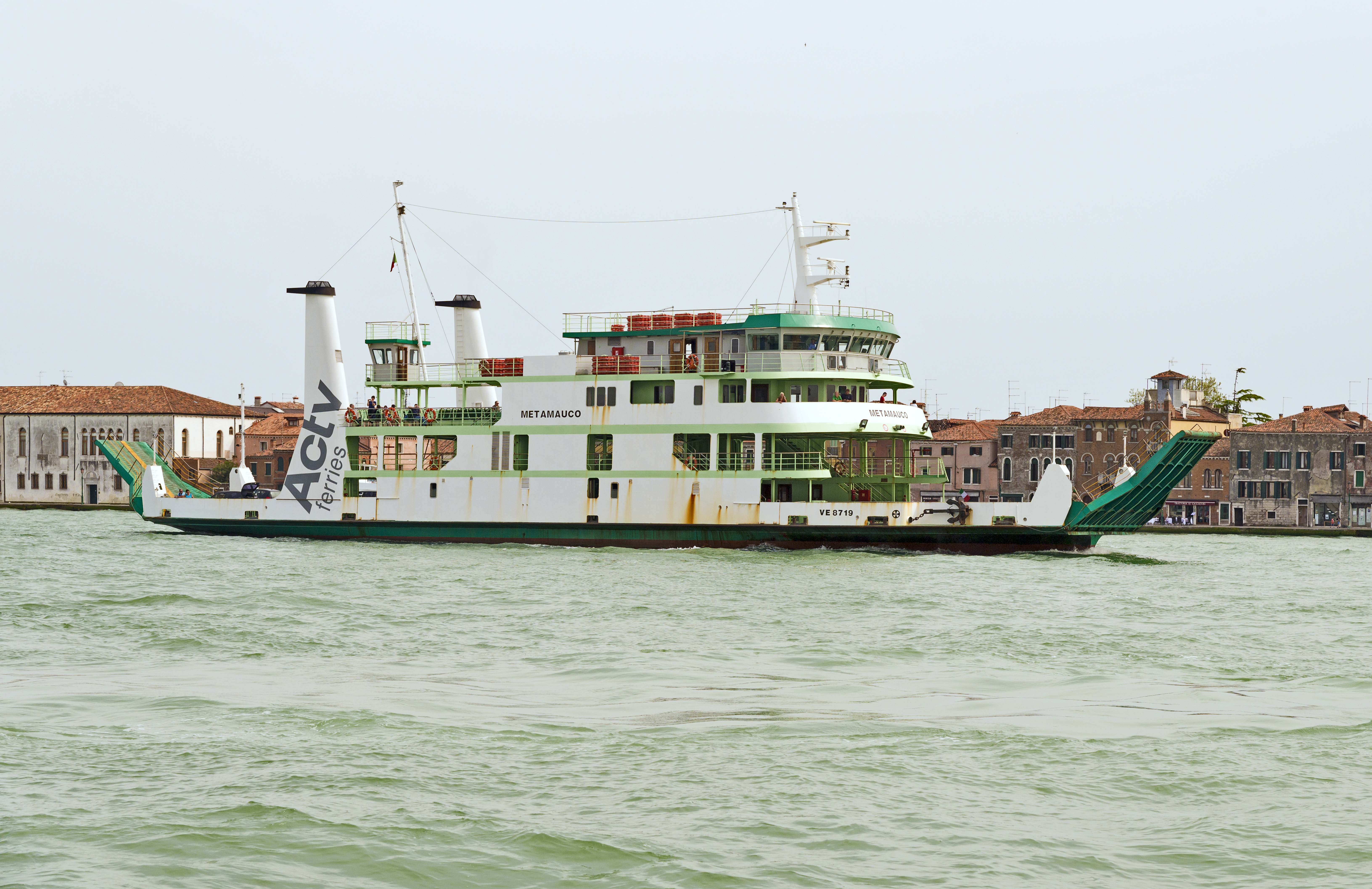
Feribot din Tronchetto către Lido di Venezia
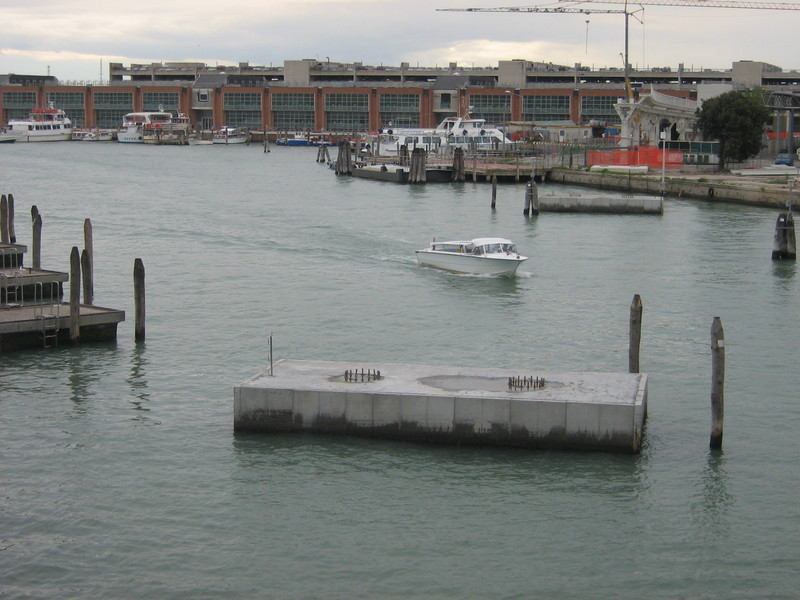
People Mover
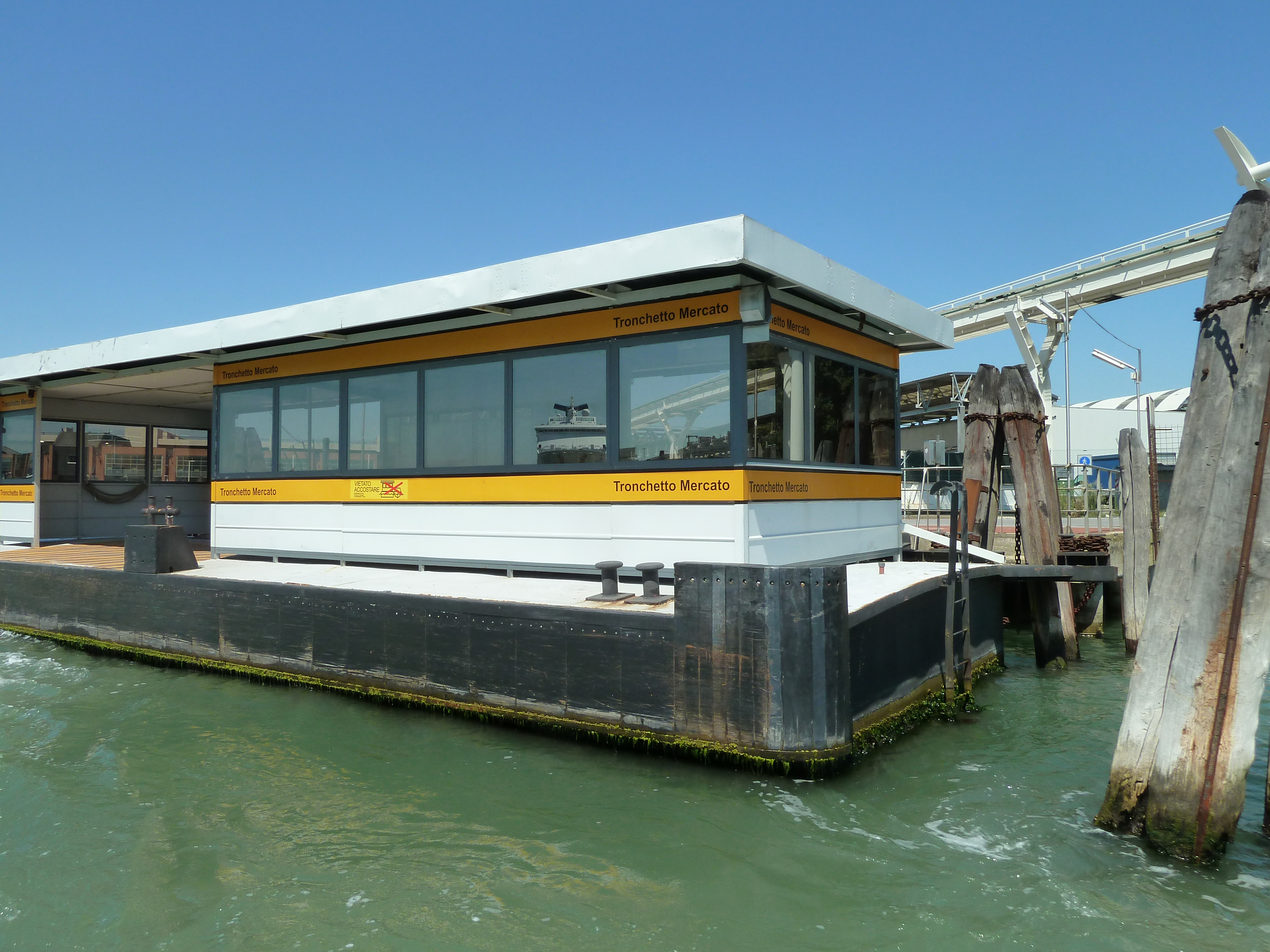
Punct comercial din Tronchetto